# XIII. Károly svéd király

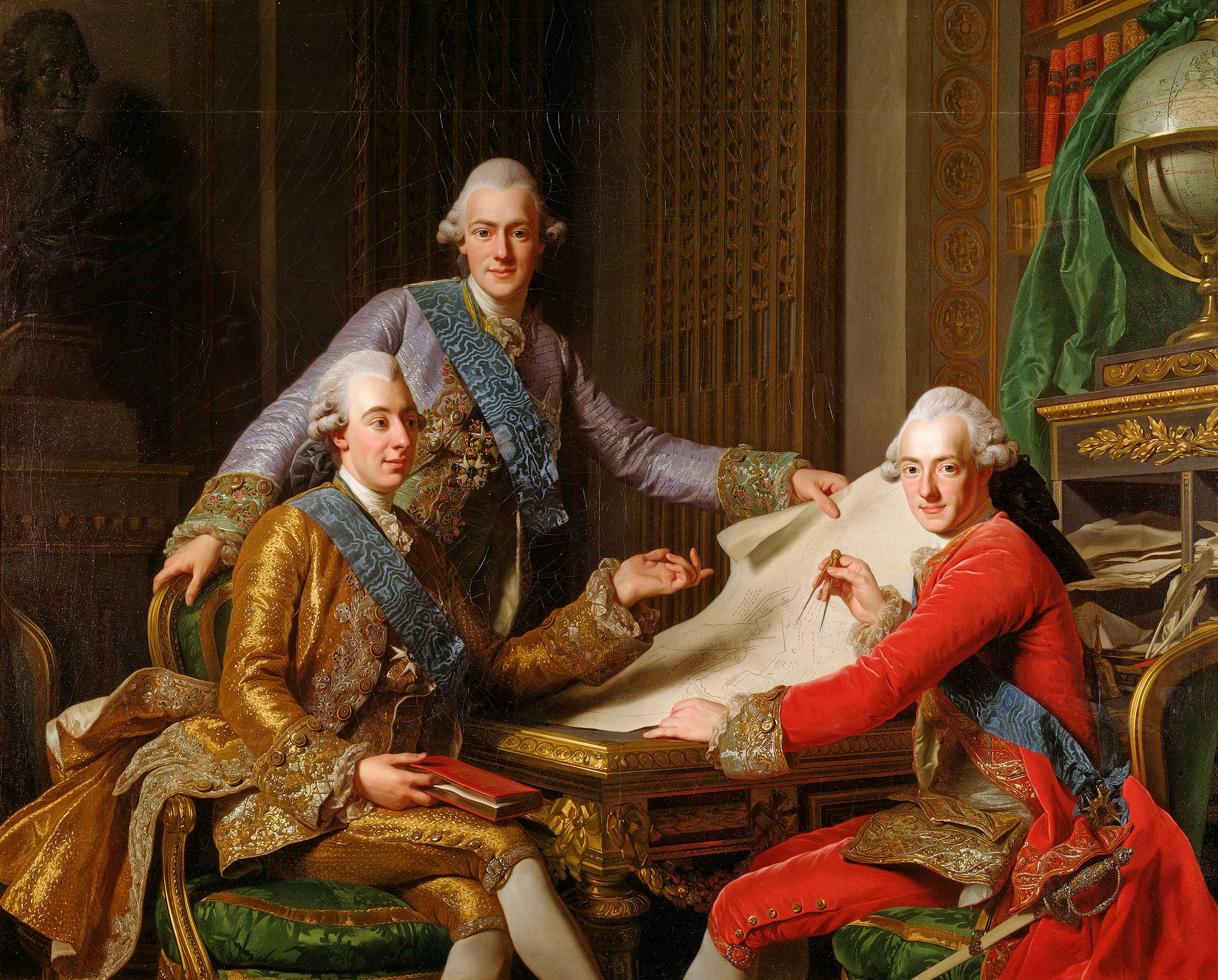
III. Gusztáv és fivérei: Károly és Frigyes Adolf (Alexander Roslin festménye, 1771.)

XIII. Károly (svédül Karl XIII), (Stockholm, 1748. október 7. – Stockholm, 1818. február 5.) Svédország és II. Károly néven Norvégia királya. Valójában előtte csak hat hasonló nevű uralkodója volt Svédországnak, sorszámát a IX. Károly által bevezetett fiktív történelemváltozat alapján kapta.

## Élete
Károly 1748. október 7-én született Stockholmban, Adolf Frigyes svéd király és felesége, Luise Ulrike von Hohenzollern (Nagy Frigyes porosz király húga) második fiaként. Mindig közel állt Gusztáv bátyjához, és miután az 1771-ben trónra került, támogatta az államcsínyben, melynek során letartóztatták az Államtanács tagjait, új alkotmányt fogadtattak el, és elsöpörték a királyi hatalom gyengítésén fáradozó Kalap és Sapka politikai frakciókat. Károly jutalmul megkapta a Södermanland hercege címet. 1777-ben bátyja oroszországi útja idején ő kormányozta az országot, és 1780-ban, mikor III. Gusztáv Spában tartózkodott, Károly látta el a hadsereg főparancsnoki tisztét.
Az 1788-ban kitört orosz–svéd háborúban Károly tengernagyként szolgált és részt vett a hoglandi (1788. június 7.), ölandi (1789. július 26.) és a viborgi (1790. július 4.) tengeri ütközetekben.  
1789-ben támogatta III. Gusztáv új törvényeit, amellyel visszaszorította a nemesség privilégiumait és megerősítette a királyi hatalmat. Mindeközben jó kapcsolatot ápolt az ellenzék prominens személyiségeivel is, ám arra nincs bizonyíték, hogy előre tudott volna a király 1792-es meggyilkolásáról. Az uralkodó halála után egészen az 1796. évi nagykorúvá válásáig Károly volt IV. Gusztáv gyámja és az ország régense, bár a gyakorlatban a kormányzói feladatokat Gustaf Adolf Reuterholm látta el. 1803-ban a Boheman-eset kapcsán Károly és felesége konfliktusba került a királlyal. A hercegi pár belépett a szabadkőműves misztikus Carl Adolf Boheman okkultista titkos társaságába. A társaságnak több főnemesi tagja is volt, többek között a királyné anyja is. Mikor Boheman IV. Gusztávot is megpróbálta bevonni, forradalmi nézetek terjesztésének vádjával letartóztatták és száműzték. A nyomozás során Károlyt is kihallgatták és feleségének a királyi tanács előtt kellett felelnie a kérdésekre. 
1808-ban, IV. Gusztáv finnországi tartózkodása idején ismét Károly volt a hadsereg főparancsnoka.

## Uralkodása
1809. március 13-án katonatisztek egy csoportja megdöntötte Gusztáv uralmát és Károlyt kérték fel hogy lépjen helyette a trónra. Június 6-án XIII. Károly néven svéd uralkodóvá koronázták. A hatvanegy éves Károly azonban korai aggkori elbutulásban szenvedett, gyakran elaludt a kabinetüléseken és sokszor nem tudta, milyen iratokat ír alá. Ezenkívül örököse sem volt. 1809-ben Károly fiává fogadta és örökösévé nyilvánította Keresztély Ágost dán herceget, aki azonban a következő évben váratlanul meghalt (felmerült a gyanúja, hogy megmérgezték). 1810-ben Carl Otto Mörnert Párizsba küldték, hogy kérje ki Napóleon véleményét a trónöröklésről, ő azonban felajánlotta a koronát Jean Baptiste Bernadotte marsallnak. XIII. Károly hosszas rábeszélés hatására örökbe fogadta a francia marsallt, aki a király állapota miatt hamarosan tényleges kormányzójává vált az országnak. 
1814-ben a kieli békében Dánia lemondott Norvégiáról, melyet a svédek (Finnország korábbi elvesztését kompenzálandó) fegyveres erővel perszonálunióba kényszerítettek, így 1814. november 4-től Károly a norvég koronát is megkapta. 
XIII. Károly 1818. február 5-én halt meg, utóda a svéd és norvég trónon XIV. Károly János néven Bernadotte marsall lett.

## Személyisége és családja

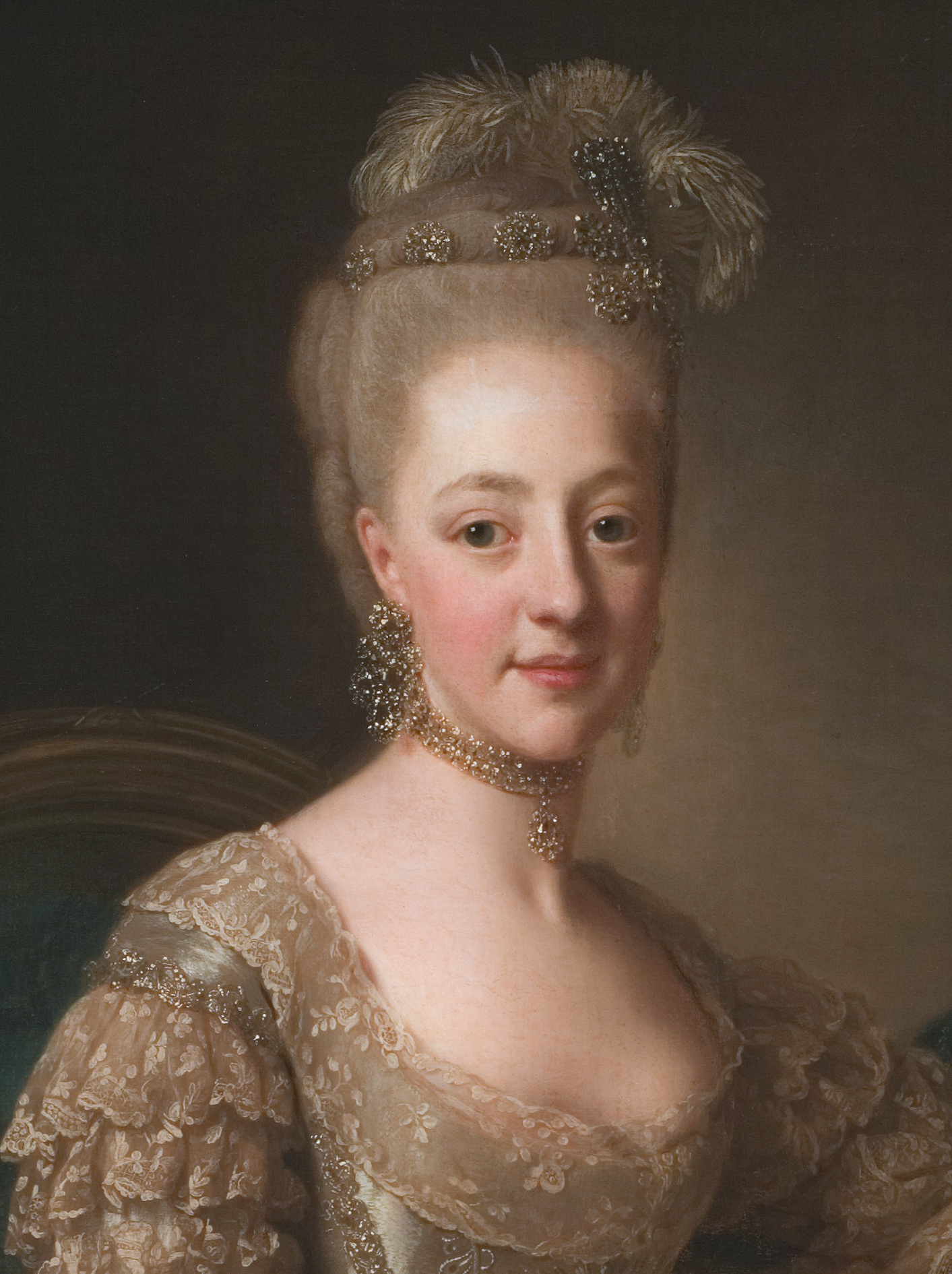
Hedwig von Schleswig-Holstein-Gottorf, XIII. Károly felesége (A. Roslin festménye, 1774.)

Károly anyja az unokahúgát, Philippine von Brandenburg-Schwedtet először III. Gusztávhoz, majd Károlyhoz akarta feleségül adni, ám ezek a tervek kútba estek. 1772-ben Károly a bátyja kívánságára feleségül vette unokatestvérét, Hedwig von Schleswig-Holstein-Gottorfot, akivel azonban kezdettől kezdve külön élt és mindkettejüknek számos házasságon kívüli kalandja volt. Károly egész háremnyi szeretőt tartott (az ismertebbek Augusta von Fersen, Charlotte Eckerman, Charlotte Slottsberg és Mariana Koskull). Csak azután javult meg kapcsolata feleségével, miután az 1790-es végén a súlyosbodó reumája miatt egészsége megromlott. 
Károlyt kicsapongó természete mellett könnyen befolyásolhatónak is tartották. Érdeklődött az okkultizmus iránt, gyakran jósoltatott magának, akár államügyekben is; belépett a szabadkőművesek közé. 1811-ben megalapította a XIII. Károly rendet, melyet csak protestáns szabadkőművesek kaphattak meg. 
Feleségétől két gyermeke született:
- Lovisa Hedvig (1797. július 2) a születésekor meghalt
- Károly Adolf (1798. július 4. – 1798. július 10.) hatnapos korában halt meg

Augusta von Fersentől született egy házasságon kívüli fia:
- Carl Löwenhielm (1772–1861)

## Fordítás
- Ez a szócikk részben vagy egészben  a   Charles XIII of Sweden című angol Wikipédia-szócikk ezen változatának fordításán alapul.  Az eredeti cikk szerkesztőit annak laptörténete sorolja fel. Ez a jelzés csupán a megfogalmazás eredetét és a szerzői jogokat jelzi, nem szolgál a cikkben szereplő információk forrásmegjelöléseként.